# Пигмеи (мифология)

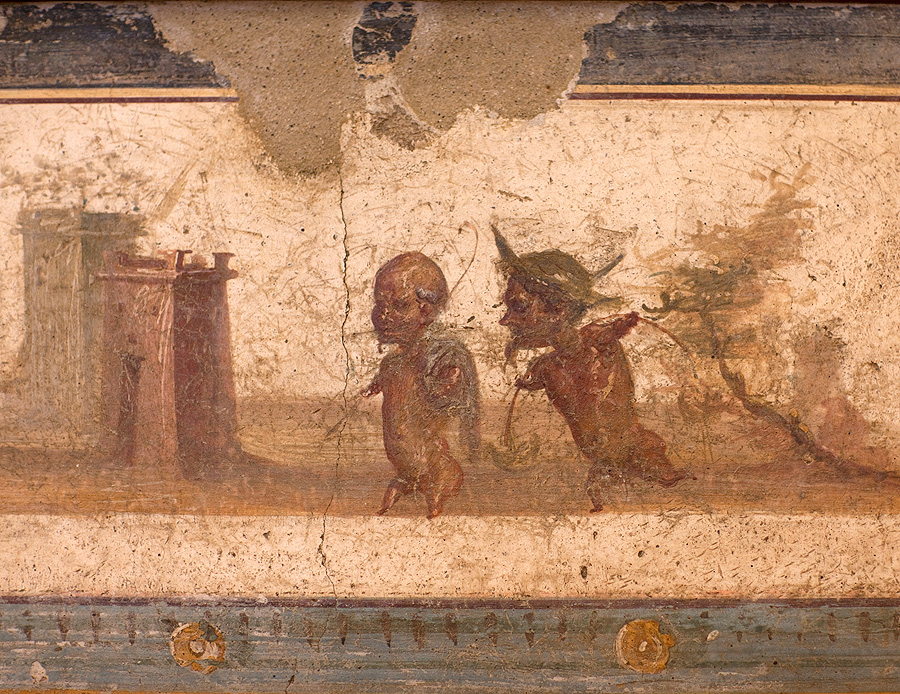
Фрагмент настенной росписи. Исторический музей в Неаполе.

Пигме́и (др.-греч. Πυγμαῖοι) в греческой мифологии — сказочный народ карликов. «Илиада» (III, 6) кратко упоминает об их битвах с журавлями. Согласно И. В. Шталь, существовала ранняя эпическая поэма «Гераномахия» («битва с журавлями»), приписывавшаяся Гомеру.
Локализуются обычно в Северной Африке (Ливии), но также в Индии и во Фракии. В частности, индийских пигмеев упоминают Ктесий и Филострат.
О других мифических карликах см. Керкопы. Существуют значительные параллели между данным рассказом и фольклорными представлениями народов Кавказа о карликах.

## Мифы

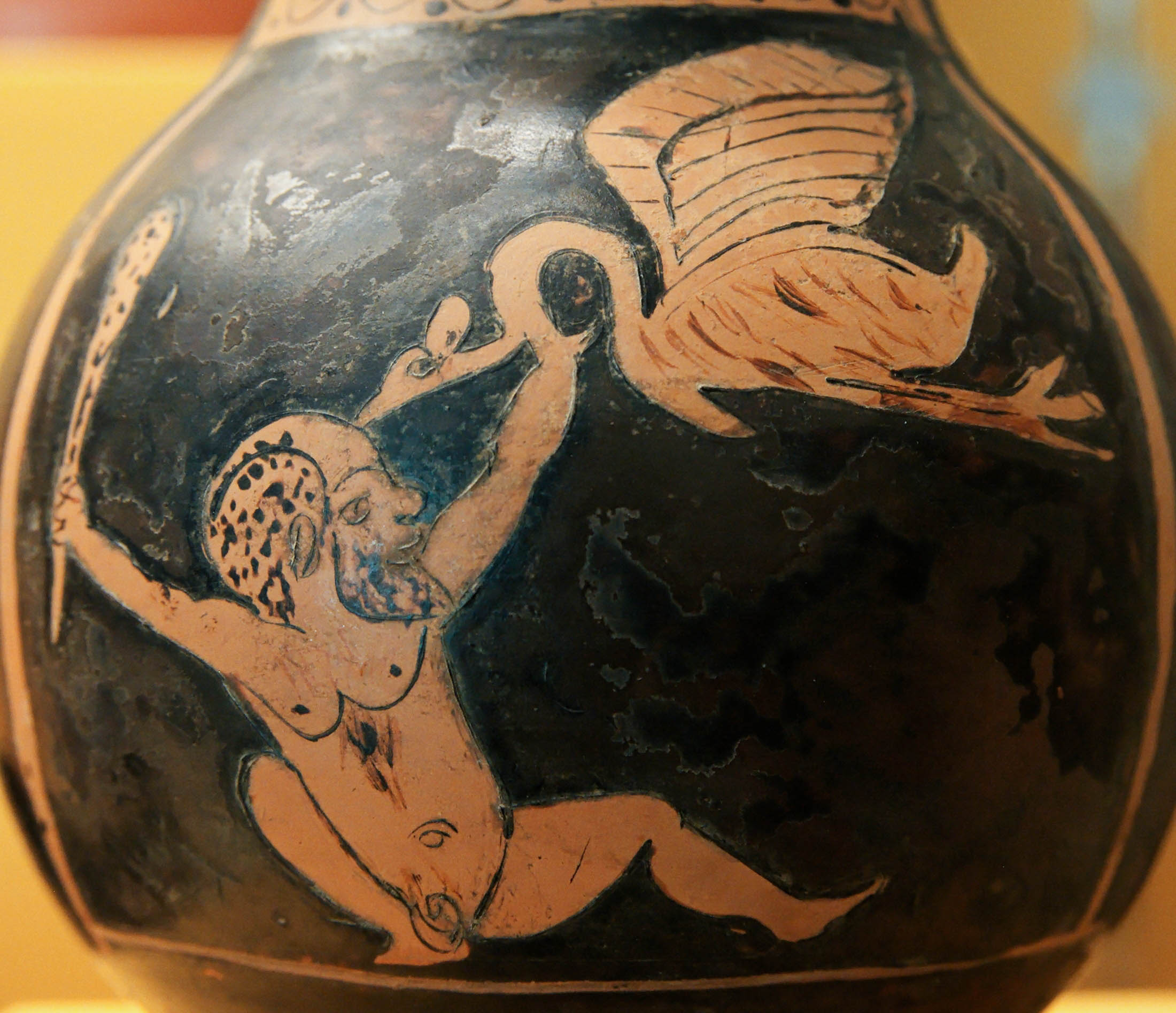
Пигмей сражается с журавлём. Рисунок на амфоре

Миф подробно излагался в эпической поэме Боя, которого излагают Антонин Либерал, Элиан, Афиней и кратко Овидий. Согласно варианту Элиана и Афинея, Герана («журавль») была царицей пигмеев, которую они практически обожествляли, и говорила, что красивее всех богинь. Гера разгневалась и превратила её в журавля (по Овидию, это произошло после победы Геры в состязании), и теперь она воюет с пигмеями. От Гераны и Никодаманта родилась сухопутная черепаха.
Несколько иной вариант приводит Антонин Либерал. По его рассказу, девушка из страны пигмеев Эноя не почитала Артемиду и Геру. Она вышла замуж за Никодаманта и родила сына Мопса. Все пигмеи принесли ей дары по случаю рождения сына. Гера превратила Эною в журавля и развязала войну между ней и пигмеями. Согласно И. В. Шталь, имя Энои связано с кругом мифов о Дионисе.
Существуют и другие упоминания. Согласно Гесиоду, пигмеи рождены Геей. Пигмеи считаются происшедшими либо от царя Пигмея, либо от Дора, сына Эпафа. Согласно словарю Гесихия, Пигмей — это эпитет Адониса и Аполлона у киприотов.
В более позднем развитии сказание о пигмеях входит в рассказы о Геракле. Когда последний победил ливийского великана Антея, сына земли, и отдыхал после борьбы, пигмеи, жившие, подобно муравьям, в песке, повыползли толпами, в полном вооружении, из своих норок и напали на него. Они хотели отомстить за Антея, так как были, подобно ему, детьми земли. Геракл, проснувшись, забрал их всех в свою львиную шкуру и унёс с собой.

## В литературе и искусстве

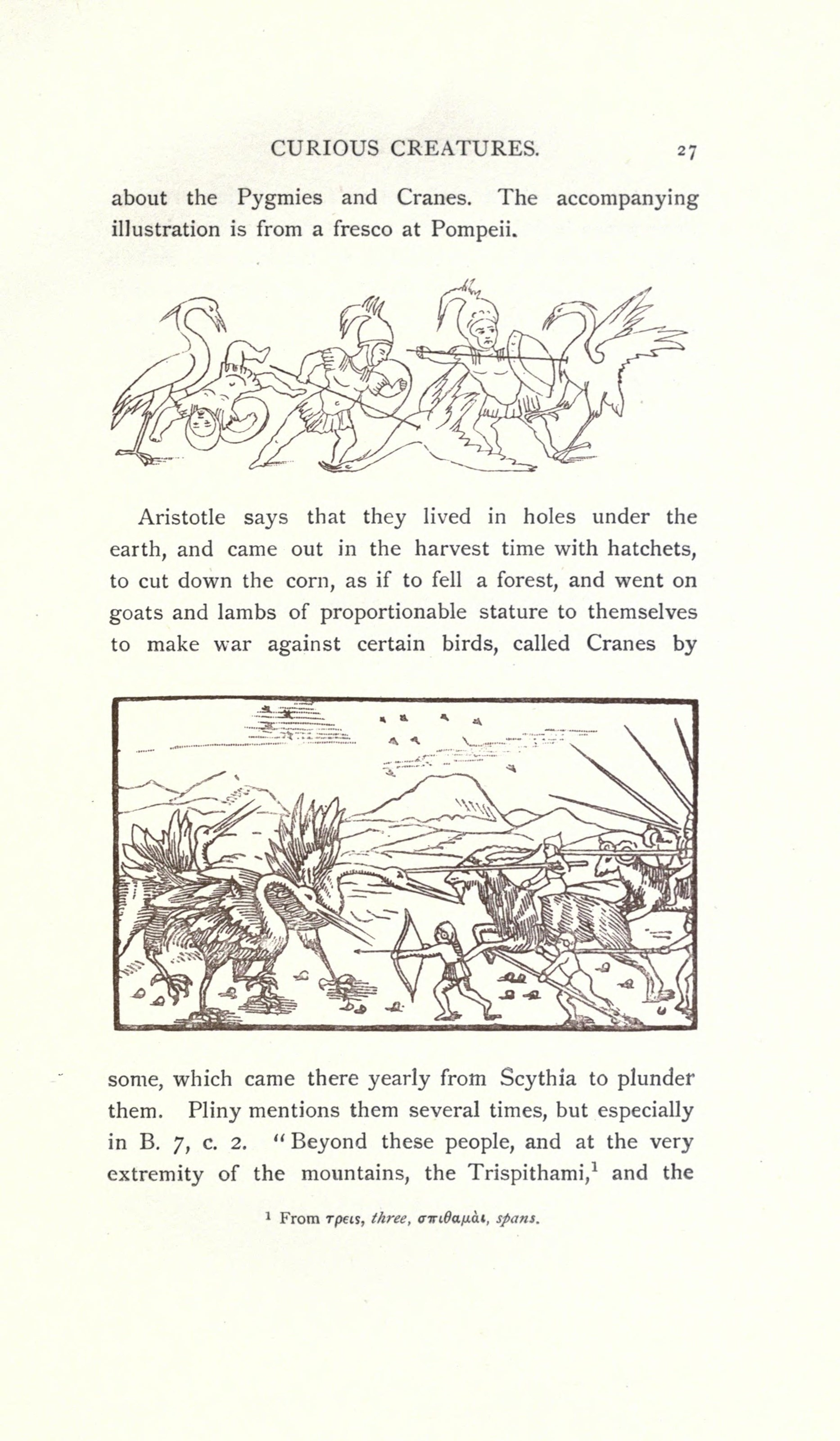
Джон Эштон, «Курьёзные создания в зоологии», 1890

Аристотель считает их реальным народом. Некоторые исследователи пытались объяснить сказание о пигмеях существованием народов-карликов в тропической Африке, известных уже египтянам.
Греческое искусство, в особенности вазовая живопись, любило изображать комическую войну пигмеев с журавлями. Если на изображениях VI века до н. э. (самое раннее из них — на вазе Франсуа) пигмеи изображаются хорошо сложенными людьми, хотя и невысокого роста, то к IV веку до н. э. они превращаются в толстых карликов с подчёркнутыми фаллическими признаками.
В сочинении китайского историка VII века Ли Тая «Ко ди чжи» («Описание всех земель», написано в 638 году) говорится, что к югу от Дацинь (то есть Римской империи) находится страна карликов, где люди ростом лишь в 3 чи (около 90 см). Когда карлики возделывают поля, на них нападают белые журавли. Тогда люди из страны Дацинь, великаны 10 чжанов (около 31 м) ростом защищают их от журавлей. Каким образом китайцам стал известен сюжет из греческой мифологии, остается неясным.

## Толкования
(ср. L. v. Sybel, «Mythologie der Ilias», 1877, и Л. Ф. Воеводский, «Введение в мифологию Одиссеи», Одесса, 1881; последний объясняет сказание о пигмеях с точки зрения солярной теории).
В монографии И. В. Шталь (Эпические предания Древней Греции: Гераномахия. Опыт типологической и жанровой реконструкции. М., Наука. 1989. 304 стр., в примечаниях: Шталь 1989) подробно исследуется отражение сюжета о борьбе пигмеев с журавлями в античной литературе и искусстве. Согласно её толкованию, журавли предстают в мифе как выходцы из потустороннего мира, а смысл мифа — в борьбе жизни и смерти, при этом в изобразительном искусстве он оказывается включен в круг дионисийских сюжетов. Позже сюжет представлен на византийском моливдовуле, посвященном святому Вакху.

### Комментарии
1. ↑  Сведения о ней есть в словаре Суды[3].
2. ↑  Стефан Византийский[12].